# Illfurth
Illfurth település Franciaországban, Haut-Rhin megyében. Lakosainak száma 2428 fő (2022. január 1.). Illfurth Frœningen, Hochstatt, Galfingue, Luemschwiller, Tagolsheim, Heidwiller, Spechbach és Zillisheim községekkel határos.

## Népesség
A település népességének változása:
| Lakosok száma | 2560 | 2486 | 2495 | 2474 | 2484 | 2473 | 2464 | 2446 | 2428 |
|               | 2013 | 2015 | 2016 | 2017 | 2018 | 2019 | 2020 | 2021 | 2022 |